# Handelsregister
Als Handelsregister wird ein öffentliches Verzeichnis bezeichnet, das im Rahmen des Registerrechts Eintragungen über die angemeldeten Kaufleute in einem bestimmten geografischen Raum führt. Das Handelsregister soll eine Publikations-, Beweis-, Kontroll- und Schutzfunktion erfüllen.
Typischerweise enthält das Handelsregister unter anderem Informationen über Firma, Sitz, Niederlassung und Zweigniederlassungen, den Gegenstand des Unternehmens, vertretungsberechtigte Personen, die Rechtsform des Unternehmens sowie das Grund- oder Stammkapital und den Namen des Geschäftsinhabers.
Handelsregister werden entweder von Gerichten (zum Beispiel den Amtsgerichten als Registergerichte in Deutschland und den Landesgerichten in Österreich) oder von gesonderten Ämtern (wie dem Handelsregisteramt in der Schweiz oder dem Companies House im Vereinigten Königreich) geführt. Beispiele für nationale Handelsregister sind:
- Handelsregister (Deutschland)
- Handelsregister (Liechtenstein)
- Firmenbuch (Österreich)
- Handelsregister (Schweiz)
- Registre du commerce et des sociétés (Frankreich)
- Zentrale Datenbank der Unternehmen (Belgien)
- Brønnøysundregistrene (Norwegen)
- Centrale Virksomhedsregister (Dänemark)

In den Niederlanden ebenso wie in Italien und einer Reihe weiterer Länder wird das Handelsregister bei den Handelskammern geführt.
Im Rahmen des European Business Registers wird versucht, eine europaweite Schnittstelle für die nationalen europäischen Handelsregister zu installieren.